# Victor Oreskovich
Victor Oreskovich (* 15. August 1986 in Whitby, Ontario) ist ein kanadischer Eishockeyspieler, der seit Juni 2010 bei den Vancouver Canucks in der National Hockey League unter Vertrag steht.

## Karriere
Victor Oreskovich begann seine Karriere als Eishockeyspieler in den Juniorenteams der St. Catharines Falcons in der Golden Horseshoe Junior Hockey League, den Milton Merchants aus der Ontario Junior Hockey League und Green Bay Gamblers aus der United States Hockey League. Daraufhin wurde der im NHL Entry Draft 2004 in der zweiten Runde als insgesamt 55. Spieler von der Colorado Avalanche ausgewählt, für die er allerdings nie spielte. Stattdessen lief er ein Jahr lang für die Mannschaft der University of Notre Dame auf, ehe er von 2005 bis 2007 für die Kitchener Rangers in der kanadischen Juniorenliga Ontario Hockey League auf dem Eis stand.
Anschließend pausierte er verletzungsbedingt und aufgrund gesunkener Motivation zwei Jahre lang mit dem Eishockey, ehe er im Herbst 2009 am Trainingscamp der Florida Panthers teilnahm. Dort konnte er überzeugen und erhielt einen Zweiwege-Vertrag für die Panthers sowie ihr Farmteam aus der American Hockey League, die Rochester Americans. Nach fünf Spielen für die Americans, in denen er ein Tor erzielt und drei Vorlagen gegeben hatte, wurde er von den Florida Panthers in ihren NHL-Kader beordert. Dort gab Oreskovich am 31. Oktober 2009 im Spiel gegen die St. Louis Blues unter Peter DeBoer, der ihn schon in Kitchener trainiert hatte, sein Debüt in der National Hockey League.

## Karrierestatistik
(Legende zur Spielerstatistik: Sp oder GP = absolvierte Spiele; T oder G = erzielte Tore; V oder A = erzielte Assists; Pkt oder Pts = erzielte Scorerpunkte; SM oder PIM = erhaltene Strafminuten; +/− = Plus/Minus-Bilanz; PP = erzielte Überzahltore; SH = erzielte Unterzahltore; GW = erzielte Siegtore; 1 Play-downs/Relegation; Kursiv: Statistik nicht vollständig)